# Canadian Institutes of Health Research
Canadian Institutes of Health Research (CIHR, pol. Kanadyjski Instytut Badań nad Zdrowiem) – najważniejsza kanadyjska agencja centralna odpowiadająca za finansowanie rozwoju badań naukowych w sektorze medycznym. Utworzono ją w czerwcu 2000.
CIHR to platforma 13 “wirtualnych”, współpracujących ze sobą instytutów z siedzibą główną w Ottawie i z łącznym budżetem rocznym ok. 980 mln dol. (2008), który musi wystarczyć na wsparcie wysiłków prawie 12-tysięcznej rzeszy współpracujących naukowców, pracowników służby zdrowia, często również wolontariuszy z ok. 280 instytucji w całym kraju. Pozyskuje ich się na podstawie przeglądu recenzji naukowych i interdyscyplinarnych dyskusji w panelach ekspertów.
Każdy instytut koncentruje się na innej dziedzinie, którymi są:
1) zdrowie ludności rdzennej,
2) procesy starzenia,
3) walka z rakiem,
4) choroby układu oddechowego i krążenia,
5) gender a zdrowie,
6) genetyka,
7) polityka i organizacja ochrony zdrowia,
8) rozwój dzieci i młodzieży,
9) odporność na infekcje,
10) choroby systemu kostno-mięśniowego,
11) zdrowie psychiczne i uzależnienia,
12) żywienie i choroby metaboliczne,
13) zdrowie publiczne.

W ciągu swojej działalności CIHR podpisało umowy partnerskie z przeszło 400 organizacjami i nawiązało kontakty z badaczami z ponad 50 krajów. Rokrocznie agencja przyznaje ok. tysiąca dotacji na fundowanie badań.